# 1960년 메이저 리그 베이스볼 확장 드래프트
1960년 메이저 리그 베이스볼 확장 드래프트(1960 Major League Baseball expansion draft)는 1960년 12월 14일에 열린 메이저 리그 베이스볼의 확장 드래프트로, 로스앤젤레스 에인절스와 워싱턴 세너터스의 로스터를 구성하기 위해 실시되었다. 양 팀은 1961년 메이저 리그 베이스볼 확대의 일환으로 아메리칸 리그(AL)에 새롭게 합류하는 구단이었다. 에인절스는 미국 서해안을 연고지로 하는 최초의 아메리칸 리그 팀이 될 예정이었고, 세너터스는 동일한 팀 명을 갖고 있었으나 1960년 시즌 이후 팀명을 변경해 미니애폴리스-세인트폴 지역으로 연고지를 옮기는 미네소타 트윈스의 빈자리를 메꿀 예정이었다.
이 드래프트는 1960년 12월 13일 수요일에 아메리칸 리그 본부가 있는 보스턴에서 열릴 예정이었으나, 뉴잉글랜드 지역을 강타한 폭설로 인해 하루 미뤄졌다.

## 결과

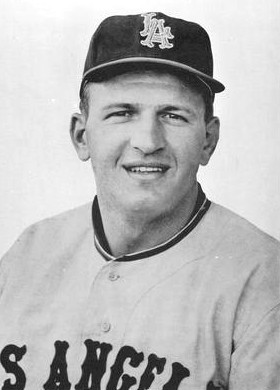
드래프트 전체 1순위로 로스앤젤레스 에인절스에 지명된 엘리 그르바

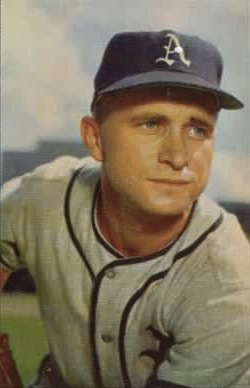
드래프트 전체 2순위로 워싱턴 세너터스에 지명된 보비 샨츠

| 올스타 | 올스타 |

| 지명순위 | 선수               | 포지션       | 이전 소속팀           | 이후 소속팀           |
| -------- | ------------------ | ------------ | --------------------- | --------------------- |
| 1        | 엘리 그르바        | 투수         | 뉴욕 양키스           | 로스앤젤레스 에인절스 |
| 2        | 보비 샨츠          | 투수         | 뉴욕 양키스           | 워싱턴 세너터스       |
| 3        | 듀크 마스          | 투수         | 뉴욕 양키스           | 로스앤젤레스 에인절스 |
| 4        | 데이브 시슬러      | 투수         | 디트로이트 타이거스   | 워싱턴 세너터스       |
| 5        | 제리 카살레        | 투수         | 보스턴 레드삭스       | 로스앤젤레스 에인절스 |
| 6        | 조니 클리프스타인  | 투수         | 클리블랜드 인디언스   | 워싱턴 세너터스       |
| 7        | 텍스 클레벤저      | 투수         | 미네소타 트윈스       | 로스앤젤레스 에인절스 |
| 8        | 피트 번사이드      | 투수         | 디트로이트 타이거스   | 워싱턴 세너터스       |
| 9        | 밥 스프라우트      | 투수         | 디트로이트 타이거스   | 로스앤젤레스 에인절스 |
| 10       | 칼 마티아스        | 투수         | 클리블랜드 인디언스   | 워싱턴 세너터스       |
| 11       | 오브리 게이트우드  | 투수         | 디트로이트 타이거스   | 로스앤젤레스 에인절스 |
| 12       | 에드 호보          | 투수         | 시카고 화이트삭스     | 워싱턴 세너터스       |
| 13       | 켄 맥브라이드      | 투수         | 시카고 화이트삭스     | 로스앤젤레스 에인절스 |
| 14       | 할 우데식          | 투수         | 미네소타 트윈스       | 워싱턴 세너터스       |
| 15       | 네드 가버          | 투수         | 캔자스시티 애슬레틱스 | 로스앤젤레스 에인절스 |
| 16       | 톰 스터디번트      | 투수         | 보스턴 레드삭스       | 워싱턴 세너터스       |
| 17       | 론 묄러            | 투수         | 볼티모어 오리올스     | 로스앤젤레스 에인절스 |
| 18       | 엑토르 마에스트리  | 투수         | 미네소타 트윈스       | 워싱턴 세너터스       |
| 19       | 밥 데이비스        | 투수         | 캔자스시티 애슬레틱스 | 로스앤젤레스 에인절스 |
| 20       | 루디 에르난데스    | 투수         | 미네소타 트윈스       | 워싱턴 세너터스       |
| 21       | 에드 사도스키      | 포수         | 보스턴 레드삭스       | 로스앤젤레스 에인절스 |
| 22       | 피트 데일리        | 포수         | 캔자스시티 애슬레틱스 | 워싱턴 세너터스       |
| 23       | 벅 로저스          | 포수         | 디트로이트 타이거스   | 로스앤젤레스 에인절스 |
| 24       | 더치 도터러        | 포수         | 캔자스시티 애슬레틱스 | 워싱턴 세너터스       |
| 25       | 에디 요스트        | 3루수        | 디트로이트 타이거스   | 로스앤젤레스 에인절스 |
| 26       | 쿠트 빌            | 유격수       | 디트로이트 타이거스   | 워싱턴 세너터스       |
| 27       | 켄 아스프로몬테    | 2루수        | 클리블랜드 인디언스   | 로스앤젤레스 에인절스 |
| 28       | 데일 롱            | 1루수        | 뉴욕 양키스           | 워싱턴 세너터스       |
| 29       | 켄 햄린            | 유격수       | 캔자스시티 애슬레틱스 | 로스앤젤레스 에인절스 |
| 30       | 짐 머호니          | 유격수       | 보스턴 레드삭스       | 워싱턴 세너터스       |
| 31       | 진 릭              | 3루수        | 클리블랜드 인디언스   | 로스앤젤레스 에인절스 |
| 32       | 밥 존슨            | 유격수       | 캔자스시티 애슬레틱스 | 워싱턴 세너터스       |
| 33       | 짐 프레고시        | 유격수       | 보스턴 레드삭스       | 로스앤젤레스 에인절스 |
| 34       | 빌리 클라우스      | 2루수        | 볼티모어 오리올스     | 워싱턴 세너터스       |
| 35       | 밥 세르브          | 1루수/외야수 | 뉴욕 양키스           | 로스앤젤레스 에인절스 |
| 36       | 조니 셰이브        | 2루수        | 미네소타 트윈스       | 워싱턴 세너터스       |
| 37       | 켄 헌트            | 외야수       | 뉴욕 양키스           | 로스앤젤레스 에인절스 |
| 38       | 윌리 테스비        | 외야수       | 보스턴 레드삭스       | 워싱턴 세너터스       |
| 39       | 짐 매카나니        | 외야수       | 시카고 화이트삭스     | 로스앤젤레스 에인절스 |
| 40       | 진 우들링          | 외야수       | 볼티모어 오리올스     | 워싱턴 세너터스       |
| 41       | 얼 에이버릴 주니어 | 외야수/포수  | 시카고 화이트삭스     | 로스앤젤레스 에인절스 |
| 42       | 마티 키오          | 외야수       | 클리블랜드 인디언스   | 워싱턴 세너터스       |
| 43       | 페이 스론베리      | 외야수       | 미네소타 트윈스       | 로스앤젤레스 에인절스 |
| 44       | 척 힌턴            | 외야수       | 볼티모어 오리올스     | 워싱턴 세너터스       |
| 45       | 테드 클루세브스키  | 1루수        | 시카고 화이트삭스     | 로스앤젤레스 에인절스 |
| 46       | 진 그린            | 포수         | 볼티모어 오리올스     | 워싱턴 세너터스       |
| 47       | 돈 로스            | 내야수       | 볼티모어 오리올스     | 로스앤젤레스 에인절스 |
| 48       | 버드 지펠          | 1루수        | 뉴욕 양키스           | 워싱턴 세너터스       |
| 49       | 훌리오 베케르      | 1루수        | 미네소타 트윈스       | 로스앤젤레스 에인절스 |
| 50       | 짐 킹              | 외야수       | 클리블랜드 인디언스   | 워싱턴 세너터스       |
| 51       | 딘 챈스            | 투수         | 볼티모어 오리올스     | 로스앤젤레스 에인절스 |
| 52       | 조 힉스            | 외야수       | 시카고 화이트삭스     | 워싱턴 세너터스       |
| 53       | 프레드 뉴먼        | 투수         | 보스턴 레드삭스       | 로스앤젤레스 에인절스 |
| 54       | 쳇 보크            | 2루수        | 캔자스시티 애슬레틱스 | 워싱턴 세너터스       |
| 55       | 레드 윌슨          | 포수         | 클리블랜드 인디언스   | 로스앤젤레스 에인절스 |
| 56       | 딕 도너번          | 투수         | 시카고 화이트삭스     | 워싱턴 세너터스       |
| 57       | 스티브 빌코        | 1루수        | 디트로이트 타이거스   | 로스앤젤레스 에인절스 |
| 58       | 리오 버크          | 3루수        | 볼티모어 오리올스     | 워싱턴 세너터스       |
| 59       | 알비 피어슨        | 외야수       | 볼티모어 오리올스     | 로스앤젤레스 에인절스 |
| 60       | 헤이우드 설리번    | 포수         | 보스턴 레드삭스       | 워싱턴 세너터스       |
| 61       | 조 맥클레인        | 투수         | 미네소타 트윈스       | 워싱턴 세너터스       |